# موزه دانشگاه هلسینکی

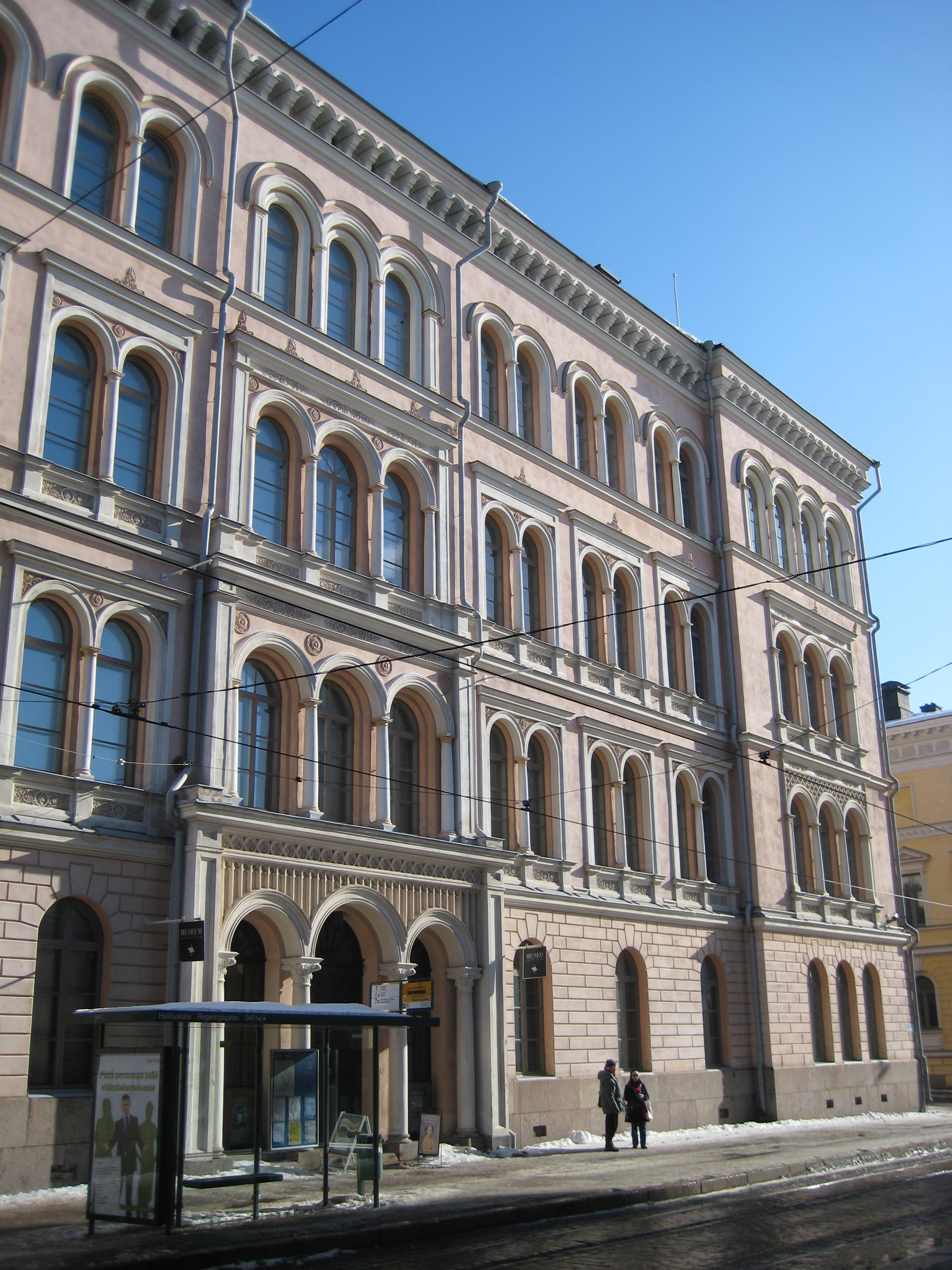
ساختمان اسلمانانینکاکتو

موزه دانشگاه هلسینکی (انگلیسی: Helsinki University Museum) یک موزه اختصاصی در مالکیت
دانشگاه هلسینکی در فنلاند است.
این موزه تا ژوئن ۲۰۱۴ در ساختمان آرپانیوم اسلمانانینکاکتو در گوشه شمال‌شرقی میدان سنا واقع شده بود. بنای جدید موزه در مارس ۲۰۱۵ در ساختمان اصلی دانشگاه هلسینکی افتتاح شد.